# Aztekium
Aztekium es un género de plantas suculentas perteneciente a la familia Cactaceae. Contiene 2 especies aceptadas y son nativas del noreste de México.

## Descripción
Las especies de este género crecen de forma solitaria o formando grupos. Tienen el tallo casi esférico, aunque a veces son algo cilíndricos y tienen un ápice lanudo deprimido. Presentan costillas muy pronunciadas, las cuales suelen tener surcos y crestas en las que se asientan numerosas y pequeñas areolas a lo largo de su borde. De las areolas jóvenes surgen de 1 a 3 espinas de color blanco grisáceo, a menudo curvadas o retorcidas, que, sin embargo, pronto se caen. 
Las plantas tienen raíz engrosada, y las flores son blancas, con una franja central más o menos rosada o magenta. Aparecen en la parte superior de la planta y se abren durante el día. 
Los frutos están desnudos, ligeramente alargados y se esconden en el pelo de la coronilla. Las semillas son de color negro pardusco brillante y miden hasta 1 milímetro de largo y alrededor de 0,5 mm de diámetro. 

## Distribución
El área de distribución nativa de este género es el noreste México, concretamente  del estado de Nuevo León.

## Taxonomía
El género fue descrito por Friedrich Boedeker y publicado en Monatsschrift der Deutschen Kakteen-Gesellschaft, E. V., Sitz Berlin 1: 52. en 1929.

Etimología
Aztekium: nombre genérico formado a partir de la palabra alemana Azteken (que significa 'aztecas') y el sufijo latino - ĭum (que se utiliza para formar nombres de géneros de plantas), ya que la forma de los cactus de este género recuerdan a las esculturas aztecas.

## Estado de conservación
Como este género se encuentra solo en México, para 1981 se creía que su estado de conservación era crítico. Sin embargo, actualmente se considera que está fuera de riesgo, ya que su comercio se realiza principalmente con plantas y semillas provenientes de viveros, y su hábitat se encuentra en lugares inaccesibles y donde el suelo no es aprovechable de ninguna forma.

## Especies aceptadas
Actualmente, el género Aztekium consta de 2 especies aceptadas según la Plants of the World Online (POWO):
| Imagen | Nombre científico                        | Distribución                                               |
| ------ | ---------------------------------------- | ---------------------------------------------------------- |
|        | Aztekium hintonii Glass & W.A.Fitz Maur. | Noreste de México (Nuevo León y Tamaulipas)                |
|        | Aztekium ritteri (Boed.) Boed.           | Noreste de México (Nuevo León, Coahuila y San Luis Potosí) |